# Manuel Braga da Cruz
 (novembre 2024).
Si vous disposez d'ouvrages ou d'articles de référence ou si vous connaissez des sites web de qualité traitant du thème abordé ici, merci de compléter l'article en donnant les références utiles à sa vérifiabilité et en les liant à la section « Notes et références ».
Manuel António Garcia Braga da Cruz (né le 7 septembre 1946 à Braga, Tadim) est un professeur universitaire portugais.

## Biographie
Fils de Guilherme Braga da Cruz (11 juin 1916, Braga - 11 mars 1977, Porto), d'ascendance Britannique et Italienne, petit-neveu matrilinéaire du 1erv icomte de Leite Perry, et de son épouse Ofélia de Azevedo Garcia (née en 1911) et frère de Luís Braga da Cruz. Il est un cousin germain de José Miguel Júdice.
Diplômé en Philosophie par la Faculté de Philosophie de l'Université catholique portugaise, en 1968, et en Sociologie par la Faculté de Sciences sociales de l'Université grégorienne de Rome, en 1974.
Docteur en Sociologie politique par l'Institut universitaire de Lisbonne, en 1987.
Agrégé en Sociologie Politique par l'Institut universitaire de Lisbonne, en 1992.
Approuvé lors des tests publics pour l'enquêteur coordonnateur de l'Institut des Sciences Sociales de l'Université de Lisbonne, en 1994.
Professeur ordinaire invité à la faculté des sciences humaines de l'Université catholique portugaise, depuis 1992. Directeur du département des sciences de communication de la faculté des sciences humaines (1994 - 1997), directeur adjoint et coordinateur de l'espace des sciences de communication de cette faculté, depuis 1999.
Membre de la Direction de l'Institut des Études politiques (depuis 1997) et professeur de du Maître de Théorie et Science Politique (depuis 1997).
Directeur de l'Institut Intégré de Soutien à la recherche scientifique de l'Université catholique portugaise (1993-2000). Nommé Recteur de l'Université catholique portugaise le 19 septembre 2000, ayant été investi dans le poste le 12 octobre. Renommé pour un mandat ultérieur le 17 août 2004, a pris possession en octobre de la même année. Partenaire correspondant de l'Académie Portugaise d'Histoire (depuis 1991). Membre de la Société Scientifique de l'Université catholique portugaise (depuis 1994) et membre de sa Direction (1998-2001). Président de l'Association Portugaise de Science Politique (1998-2001). Membre de l'Académie des sciences de Lisbonne.
Membre de la Commission Nationale de Justice et Paix (entre 1993 et 2002).
Président du Conseil d'Évaluation de l’enseignement universitaire privé et membre du Conseil National d'Évaluation de l’enseignement supérieur (1999-2000).
Membre du Conseil Consultatif de l'Enseignement supérieur (depuis 2003).
Ayant servi en tant que Recteur de l'Université Catholique Portugaise entre 2000 et 2012.
Le 9 juin 2014, il reçut le grade de Grand-Croix de l'Ordre de l'Infant Dom Henri.
Il a été fait Membre du Conseil des Ordres Nationaux le 9 juin 2016.
Depuis 2022, il est membre à part entière de la classe Lettres de l'Académie des sciences de Lisbonne (7e section - Sciences Sociales et Politiques).
Le 11 avril 2023, il reçut le grade de Grand-Croix de l'Ordre de l'Instruction Publique.

### Vie personnelle
Il se marie à Santarém le 25 juillet 1981 avec Maria do Rosário da Costa Gonçalves Pombo (9 septembre 1952), qui a deux fils.